# Sălaj (rivière)
La Sălaj est une rivière du nord de la Roumanie coulant dans le județ de Sălaj et dans celui de Maramureș.

## Géographie
La Sălaj prend sa source dans les collines Dealurile Silvaniei, près du village de Gârceiu (commune de Crișeni), à une altitude de 315 m et coule dans le sens sud-nord  vers Sălsig où elle se jette dans le Someș.
Elle traverse successivement les communes de Crișeni, Sălățig, la ville de Cehu Silvaniei dans le județ de Sălaj. Elle entre ensuite dans le județ de Maramureș, arrose les communes d'Ariniș et de Sălsig où elle se jette dans le Someș à une altitude de 156 m. Elle a donné son nom au județ où elle prend sa source.

## Hydrographie
La Sălaj est un affluent de la rive gauche du Someș et un sous-affluent du Danube. Le cours de la rivière est interrompu à plusieurs reprises par des lacs de retenue utilisés pour l'agriculture à Sălățig, en aval de Cehu Silvaniei et à Ariniș.